# جوناثان ديكسون (محامي)
جوناثان ديكسون (بالإنجليزية: Jonathan Dixon)‏ هو قاضي ومحامي أمريكي، ولد في 6 يوليو 1839، وتوفي في 21 مايو 1906.